# Jamtli
Jamtli er et frilandsmuseum i Östersund i Jämtlands län, som etableredes i 1912. Museet er et frilandsområde med kulturhistoriske bygninger og miljøer og et indendørs museum med både faste og særlige udstillinger. Som det første museum i Sverige begyndte Jamtli i 1984 at arbejde med  "levende historie": Aktører flyttede ind i miljøerne og levede hverdagslivet, som det var i tidligere tider. Projektet fik navnet Jamtli Historieland i 1986. Satsningen har medvirket til, at museet i dag er et af länets mest populære turistmål, især blandt børnefamilier. Jamtli har vundet en del priser de seneste år, med Barnens Turistpris 2006 som den seneste.